# Усть-Луга (порт)
Усть-Лу́га — морской торговый порт (МТП) на северо-западе России, в Кингисеппском районе Ленинградской области, в Лужской губе Финского залива Балтийского моря вблизи посёлка Усть-Луга. Начал работу с открытия в декабре 2001 года угольного терминала, существующий лесной терминал в устье реки Луга был включён в состав порта.
К началу 2020-х стал крупнейшим портом на Балтике (и вторым по величине в России — после Новороссийска).
Название порту было присвоено 12 декабря 2000 года.

## Расположение и логистика
Лужская губа расположена в 70 км от границы Санкт-Петербурга в юго-восточной части Финского залива и вдается в южный берег на 20 км между мысом Кургальским на западе и мысом Колганпя на востоке.
Условия навигации в этой части Финского залива позволяют осуществлять практически круглогодичную эксплуатацию порта с коротким периодом ледовой проводки (продолжительность навигации без использования ледоколов в Лужской губе доходит до 326 дней в году).
На 2011 год крупнотоннажные морские суда осуществляли вход и выход в порт по Южному подходному каналу (Лужский Морской канал). В 2009 году канал реконструирован: расширен до 180 м и углублен до 16 м. Максимальная разрешённая проходная осадка 13,7 м. После реконструкции длина канала составляет 5,7 км.
До 16 метров углублены акватории Угольного терминала, Универсального перегрузочного комплекса, Комплекса перегрузки технической серы, Комплекса наливных грузов. До отметки 12,8 м выполнено дноуглубление у причалов МПК «Юг-2». Проектные отметки (13,7 м) достигнуты на акватории причалов № 3,4 Контейнерного терминала.
Железнодорожное сообщение осуществляется через сеть железных дорог по линии Мга — Гатчина — Веймарн — Усть-Луга, примыкающей к железнодорожной магистрали Санкт-Петербург — Таллин. Для обеспечения деятельности порта ОАО «РЖД» провело реконструкцию существующих путей и строительство новых парков станции Лужская. Пропускная способность на порт Усть-Луга в 2012 году составила 35 млн т в год; к 2015 году пропускную способность планировалось увеличить до 50 млн т в год, к 2020 году — до 100 млн т в год.
Автомобильное сообщение осуществляется по автодороге А180 «Нарва» (бывшая А121).

## История
Несмотря на то, что со времени Ореховецкого договора, заключённого в 1323 году, большая часть побережья Финского залива находилась под контролем Новгородской республики, основная торговля новгородских купцов шла через порты соседнего Ливонского ордена.
Планы по строительству порта на южном берегу Финского залива впервые появились в XVI веке, когда Россия остро ощутила необходимость в наличии собственного порта на Балтийском море. В июле 1557 года по указу Ивана Грозного в устье реки Нарвы началось строительство первого русского порта на Балтике. Руководил строительством окольничий Дмитрий Семёнович Шастунов, а помогал ему Иван Выродков — значительный русский военный инженер. Порт был построен в кратчайшие сроки (за три месяца), и вскоре царский указ воспретил новгородским и псковским купцам торговать в ливонских городах Нарве и Ревеле. Отныне они должны были ждать «немцев» в своей земле.
Однако вскоре планы московского правительства изменились, и было принято решение о завоевании портов в Прибалтике. В 1558 году началась Ливонская война, а уже 22 мая 1558 года полки Алексея Басманова установили контроль над Нарвой, которая и стала на некоторый период главным торговым портом Русского государства. Однако поражение в Ливонской и русско-шведской войне (1570—1582) и заключённые Ям-Запольский и Плюсский мирные договоры привели к утере не только Нарвы, но и Копорья, Яма, Ивангорода и прилегающей к ним территории южного побережья Финского залива. Проект первого русского порта на Балтике реализован не был.
Повторно к идее строительства порта в Лужской губе вернулись уже в 30-е годы XX века. Было принято решение о строительстве здесь крупной военно-морской базы «Ручьи» («Второго Кронштадта») с целью переноса сюда основной базы Балтийского флота. Это позволило бы прикрыть Ленинград ещё на дальних подступах, обезопасив его. Стройка началась в 1934 году и получила название «Строительство-200» или Комсомольск-на-Балтике. Самым значительным сооружением базы была «Новая гавань», вырытая искусственно. Завершить строительство помешала Великая Отечественная война. В сентябре 1941 года при отступлении советских войск база была взорвана.
В ходе российского вторжения в Украину в начале 2025 года порт атаковали беспилотники.

## Строительство
Первый этап
Строительство порта Усть-Луга началось в соответствии с распоряжением Правительства Российской Федерации от 28 апреля 1993 г. № 728-р с целью создания мощных, высокопроизводительных комплексов для перевалки массовых грузов (угля, минеральных удобрений) на крупнотоннажные суда грузоподъёмностью свыше 30 тыс. тонн.
Заказчиком-застройщиком территорий Морского торгового порта Усть-Луга являлся ОАО «Компания Усть-Луга». По контракту с Минтрансом она могла привлекать государственные и частные инвестиции в строительство порта.
Заказчиком строительства акваторий порта выступил Росморречфлот. Застройщиком акваторий порта является ФГУП «Росморпорт».
3 февраля 2015 года собрание совета директоров ОАО «Компания „Усть-Луга“» заявило, что государственный контракт с Министерством транспорта России от 15 июня 2000 года по созданию порта является фактически выполненным.
Второй этап
Вторым этапом развития порта станет комплексное развитие прилегающей к порту территории. «Компания „Усть-Луга“» планирует строить Усть-Лужский Индустриальный парк и город-спутник Усть-Луга.
Предполагается создание туристической среды и рекреационных зон на основе Кургальского и Котельского заказников и в устье р. Выбья.
В устье реки Выбья (к западу от порта Усть-Луга) предполагалось создать многофункциональный туристическо-рекреационный комплекс. Его развитие предусмотрено в рамках государственно-частного партнёрства по одобренной в 2010 году правительством Ленинградской области программе «Развитие сферы туризма и рекреации Ленинградской области на 2010—2015 годы».
Свой индустриальный парк и грузовой аэропорт планирует строить компания «Мультимодальный комплекс „Усть-Луга“».
«ЕвроХим» построит терминал минеральных удобрений в морском порту Усть-Луга, что позволит производителям переориентировать грузы из стран Балтии и обеспечить перевалку новых объёмов. Ранее перевод угля из Прибалтики в Усть-Лугу создал проблемы с доставкой по железной дороге других грузов. Планируется электрифицировать промстанцию, которая будет примыкать к новой станции Лужская-Восточная и построить обгонный путь вокруг станции Лужская. Из-за задержки создания глубоководной акватории терминала, Ультрамар 1 июня 2020 года расторг контракт ООО «Гидроспецстрой», которое пользовалось услугами судов Baltic Digger и Milford, приписанных к эстонскому порту Мууга.

## Портовые власти
За безопасность мореплавания и организацию судоходства в порту и на подходах к нему отвечает Администрация морского порта Усть-Луга, входящая в ФГУ «Администрация морского порта „Большой порт Санкт-Петербург“». Возглавляет администрацию капитан порта:
- В 2001—2008 годах капитаном порта являлся Игорь Григорьевич Юров.
- С 2009 по 2011 год капитаном порта был Олег Александрович Глухов[17].
- В декабре 2011 года капитаном порта был назначен Александр Борисович Волков[18].

Лоцманская служба и служба системы управления движением судов (СУДС) подчинены ФГУП «Росморпорт».

## Терминалы

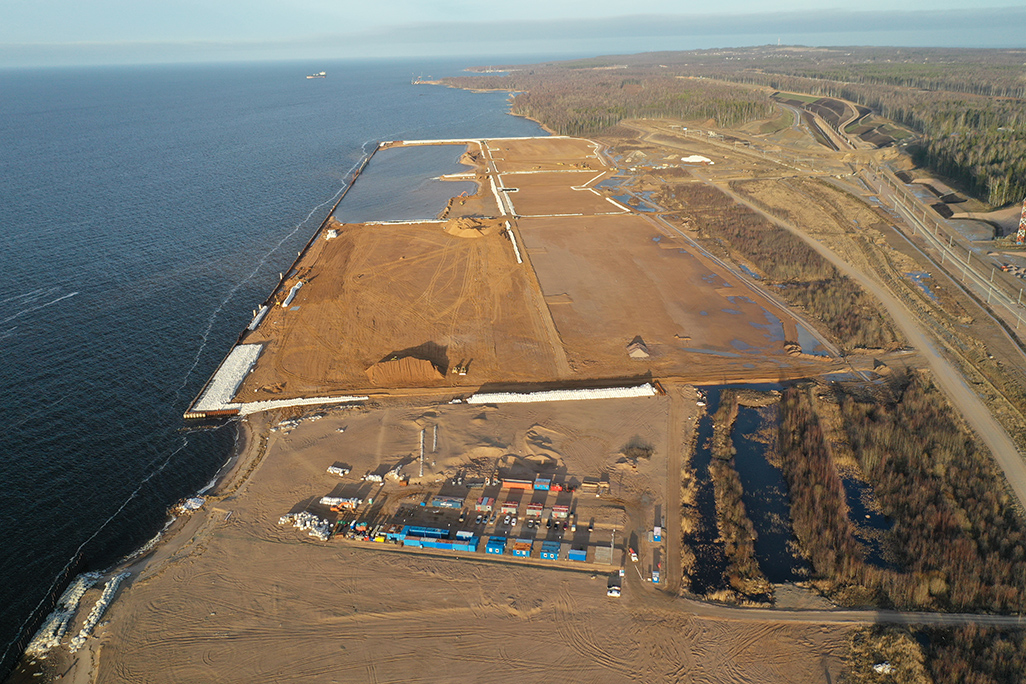
Строительство Торгового терминала «Новотранс»

Территория порта разделена на ряд терминалов, специализирующихся на перевалке определённых грузов. У каждого терминала свой оператор.
Генеральная схема развития МТП Усть-Луга предполагает строительство 16 перегрузочных комплексов.
По состоянию на 2007 год в порту Усть-Луга действовали:
- Лесной терминал (Оператор — ОАО «Лесной терминал „Фактор“»);
- Угольный терминал (Оператор — ОАО «Ростерминалуголь»);
- Автомобильно-железнодорожный паромный комплекс (Оператор — ФГУП «Росморпорт»);
- Многопрофильный перегрузочный комплекс «Юг-2» (Оператор — ОАО «Морской торговый порт Усть-Луга»);
- Универсальный перегрузочный комплекс (Оператор — ООО «Универсальный перегрузочный комплекс»);
- Комплекс перегрузки технической серы (Оператор — ООО «Европейский серный терминал»);
- Рыбный терминал (Оператор — ОАО «Усть-Лужский рыбокомбинат»);
- Терминал по обслуживанию судов (Оператор — ОАО «Усть-Лужская производственно-торговая компания»).
- Терминал по обслуживанию судов (Оператор — ООО «Невская трубопроводная компания» (НТК)[22].

В 2011 году в порту Усть-Луга:
- введен в эксплуатацию терминал «Новая Гавань»[23] (терминал накатных грузов);
- эксплуатируется «в тестовом режиме» Комплекс наливных грузов[24];
- первое судно принял Контейнерный терминал (ОАО «Усть-Лужский контейнерный терминал», принадлежит НКК)[25].

С 28 мая 2011 года была открыта грузопассажирская линия Киль — Зассниц — Усть-Луга, оператор линии — DFDS Seaways. На линии работал паром «Каунас», сервис являлся еженедельным. Судозаходы осуществлялись раз в неделю — по пятницам. Впоследствии был заменён паром на Ботниа Сивейз (Botnia Seaways). С сентября 2017 года заходы не осуществляются ввиду убыточности сервиса, оператором линии грузы перенаправлены в порт Санкт-Петербурга.
На постоянной основе осуществлялись перевозки по маршруту Усть-Луга — Силламяэ. Оператор линии — компания ULS. На линии работал паром ULS Ferry 1. По состоянию на сентябрь 2016 года линия закрыта из-за убыточности.
С 2008 года открыта паромная линия Усть-Луга — Балтийск, в июне 2011 года она продлена до немецкого порта Зассниц. На начало 2012 года на линии работали паромы «Балтийск», «Petersburg», «Амбал».
В 2012 году в порту начата отгрузка нефти из второй Балтийской трубопроводной системы (БТС-II). Пропускная способность первой очереди БТС-II составляет 30 млн тонн нефти в год.
В июне 2013 года состоялся запуск терминалов СИБУРа и НОВАТЭКа по перевалке сжиженных углеводородных газов и стабильного газового конденсата соответственно.

## Портовый флот
В порту работают два лоцманских катера ФГУП «Росморпорт»: «Форт» и «Константин».
С 2006 по 2009 годы на судостроительном заводе «Пелла» по заказу ОАО «Компания Усть-Луга» построены четыре буксира азимутального типа — «Белуга», «Навага», «Севрюга» (проект 90600) и «Таймень», в собственности ООО «Балтийское Морское Буксирное Агентство» (БМБА), работающие в порту в настоящее время.
ЗАО «Роснефтефлот» для работы в порту Усть-Луга использует буксиры «Садко», «Ставр», «Ратибор», «Радомир», «Добрыня» и «Дунай».
Для базирования судов портового флота предназначена строящаяся База обеспечивающего флота МТП Усть-Луга.
Проект разработан ЗАО «ГТ Морстрой» по заказу Росморречфлота и ФГУП «Росморпорт». Получено положительное заключение государственной экологической экспертизы. Разрешение на строительство выдано в марте 2012 года.

## Деятельность

### Грузооборот
| год               | 2003  | 2004  | 2005  | 2006   | 2007  | 2008  | 2009  | 2010  | 2011  | 2012   | 2013  | 2014  | 2015  |
| грузооборот млн т | 0,442 | 0,801 | 0,708 | 3,766  | 7,143 | 6,763 | 10,36 | 11,78 | 22,69 | 46,79  | 62,64 | 75,69 | 87,87 |
| изменение, %      |       | ▲81,2 | ▼11,6 | ▲431,9 | ▲89,6 | ▼5,3  | ▲53,2 | ▲13,7 | ▲92,6 | ▲106,2 | ▲33,9 | ▲20,8 | ▲16,1 |

| год               | 2016  | 2017  | 2018  | 2019  | 2020  | 2021  | 2022  | 2023  |
| грузооборот млн т | 93,36 | 103,3 | 98,73 | 103,9 | 102,6 | 109,2 | 124,1 | 112,5 |
| изменение, %      | ▲6,2  | ▲10,6 | ▼4,4  | ▲5,2  | ▼1,2  | ▲6,5  | ▲13,5 | ▼9,3  |

В январе-октябре 2021 г. грузооборот составил 89,4 млн т, что на 5 % выше прошлогодних показателей за аналогичный период (согласно планам 2012 г., к 2020 году грузооборот должен был достичь 180 млн тонн в год, а к 2025 году — 191 млн тонн в год).
Рост грузооборота порта в значительной степени достигается за счёт перетока сюда транзита ранее направлявшегося в Таллинский порт, грузооборот которого в одном лишь 2015 году упал на 20 %, а в 2016 году — ещё на 10 %. Особенно активно Усть-Луга перетянула сектор транспортировки автомобилей, мазута, контейнеров. При этом расположенный ближе порт Силламяэ, скорее всего, пострадает в меньшей степени, из-за своей потенциальной роли как двойника или запасного варианта Усть-Луги на территории ЕС. Усть-Луга также позволила ослабить давление на перегруженный и менее удобный из-за небольших глубин и транспортных заторов порт Петербурга.

### Совместные проекты
Работы по строительству портового посёлка в Усть-Луге (Ленобласть) начаты осенью 2011 года, в марте 2012 года состоялось подписание первых прямых договоров c покупателями квартир.
В ноябре 2009 года ОАО «НОВАТЭК» завершил предпроектные работы по строительству перегрузочного комплекса по перевалке и фракционированию стабильного газового конденсата в порту Усть-Луга (Ленинградская область). Контракт между ОАО «НОВАТЭК» и ОАО «Компания Усть-Луга» на строительство комплекса был подписан 24 сентября 2007 года.
Рассматривается вопрос о строительстве нефтеперерабатывающего завода мощностью 8,5 млн т. Заявку на строительство подало в Минтранс ООО «Усть-Лужский нефтеперерабатывающий завод». Источником сырья для завода предполагается нефть из БТС-II.
В ноябре 2009 года ООО «Балтийский металлургический терминал» (БМТ), принадлежащее ЗАО «Объединённая металлургическая компания», начало строительство первой очереди терминала в морском торговом порту Усть-Луга (Ленинградская область). Плановый срок ввода в эксплуатацию первой очереди БМТ — 2012 год, второй очереди — 2013 год. Проект предполагает строительство трёх глубоководных причалов. Площадь территории терминала составит 40 га, что позволит осуществлять перевалку более 4 млн тонн грузов ежегодно и единовременно хранить более 300 тыс. тонн металлопроката.
Комплекс по перевалке сжиженных углеводородных газов и светлых нефтепродуктов в морском торговом порту Усть-Луга в январе 2010 года получил разрешение на строительство. ООО «СИБУР-Портэнерго», являющееся заказчиком комплекса, завершило этап проектных работ, разработана рабочая документация. Строительство комплекса начато в мае 2010 года. Планируемый срок ввода в эксплуатацию — I квартал 2013 года.
Проектная мощность нового комплекса составляет до 1,5 млн тонн сжиженных углеводородных газов и 2,5 млн тонн светлых нефтепродуктов в год.
Российские железные дороги и СИБУР подписали соглашение об организации перевозок сжиженных углеводородных газов внутри России и на экспорт, с целью увеличения объёмов перевозок сжиженных углеводородных газов (СУГ) и развитие соответствующей транспортной инфраструктуры. Компании взяли на себя обязательства по вводу в эксплуатацию новых газохимических мощностей, обеспечению определённых объёмов перевозок СУГ, а также развитию железнодорожной инфраструктуры и терминала по перевалке сжиженных углеводородных газов в порту Усть-Луга в Ленинградской области.
Совкомфлот заказал два газовоза для перевозок сжиженных углеводородных газов из Усть-Луги. Совкомфлотом подписано соглашение о долгосрочном фрахте с СИБУРом, который строит в Усть-Луге комплекс по перевалке СУГ. Операция началась в 2013. Срок действия соглашения — 10 лет.
В начале июня 2008 года РУСАЛ объявил о разработке проекта перевалочного комплекса. Комплекс включает в себя два терминала, предназначенных для транспортировки алюминия и глинозёма, ввод в эксплуатацию произошёл в 2011 году. По заявлению председателя совета директоров ОАО «Компания Усть-Луга» Валерия Израйлита, к январю 2011 года соглашения о размещении терминала «Русала» в порту Усть-Луга прекращён.
ОАО «Минерально-химическая компания „ЕвроХим“» сообщила о планах строительства терминала по перевалке минеральных удобрений. Выполнена предпроектная проработка строительства. В конце первого полугодия 2011 «ЕвроХим» закончил рабочее проектирование терминала. Предполагается, что будут построены три причала общей протяженностью 682 м и 2 склада для хранения минеральных удобрений общим объёмом 305—340 тыс. т. Площадь — 21 га. Годовой грузооборот находится на уровне 7 млн т. Грузовую базу создал продукция промышленной группы «Фосфорит», «Новомосковского азота», а также строящегося предприятия по выпуску минеральных удобрений в Перми.
ЗАО «Поликомплекс» до 2016 года собирается реконструировать Усть-Лужский рыбокомбинат. В рамках реконструкции планируется построить новые причалы и углубить подходной канал к устью реки Луги. Реконструированный рыбокомбинат должен будет осуществлять приём, хранение и отправку судовых партий рыбы, морепродуктов и других рефрижераторных грузов (мясо, фрукты, овощи и др.) в объёме 1,75 млн тонн в год, а также частичную переработку морепродуктов.
13 сентября 2012 года гендиректор ООО "Мультимодальный комплекс «Усть-Луга» сообщил о планах по строительству грузового аэропорта в Усть-Луге, которое может быть начато в 2016 и завершено в 2018 году. Это будет грузовой аэропорт класса А со взлётно-посадочной полосой длиной 3760 метров и шириной 60 метров, способный принимать грузовые самолёты Ан-124 и Боинг-747.
19 июня 2013 года в порту состоялось открытие и запуск крупнейшего в СНГ и первого на Северо-Западе России терминала по перегрузке сжиженных углеводородных газов. Терминал принадлежит компаниям СИБУР и НОВАТЭК. По данным прессы, общая площадь комплекса составляет 138 Га. При этом ежегодный грузооборот может достигать 1,5 млн тонн сжиженных углеводородных газов и до 2,5 млн тонн светлых нефтепродуктов. Благодаря наличию изотермического парка хранения СУГ, терминал сможет принимать все типы современных судов, включая суда-рефрижераторы.

### Запрет на использование иностранными туристами
Невзирая на существование грузопассажирских паромов, порт Усть-Луга находится на территории с регламентированным посещением иностранными гражданами, и посещение его негражданами РФ (даже с целью пересечения морской границы) без специального разрешения, выданного ФСБ РФ, на март 2014 было запрещено.

## Возможная угроза для водского народа[значимость факта?]

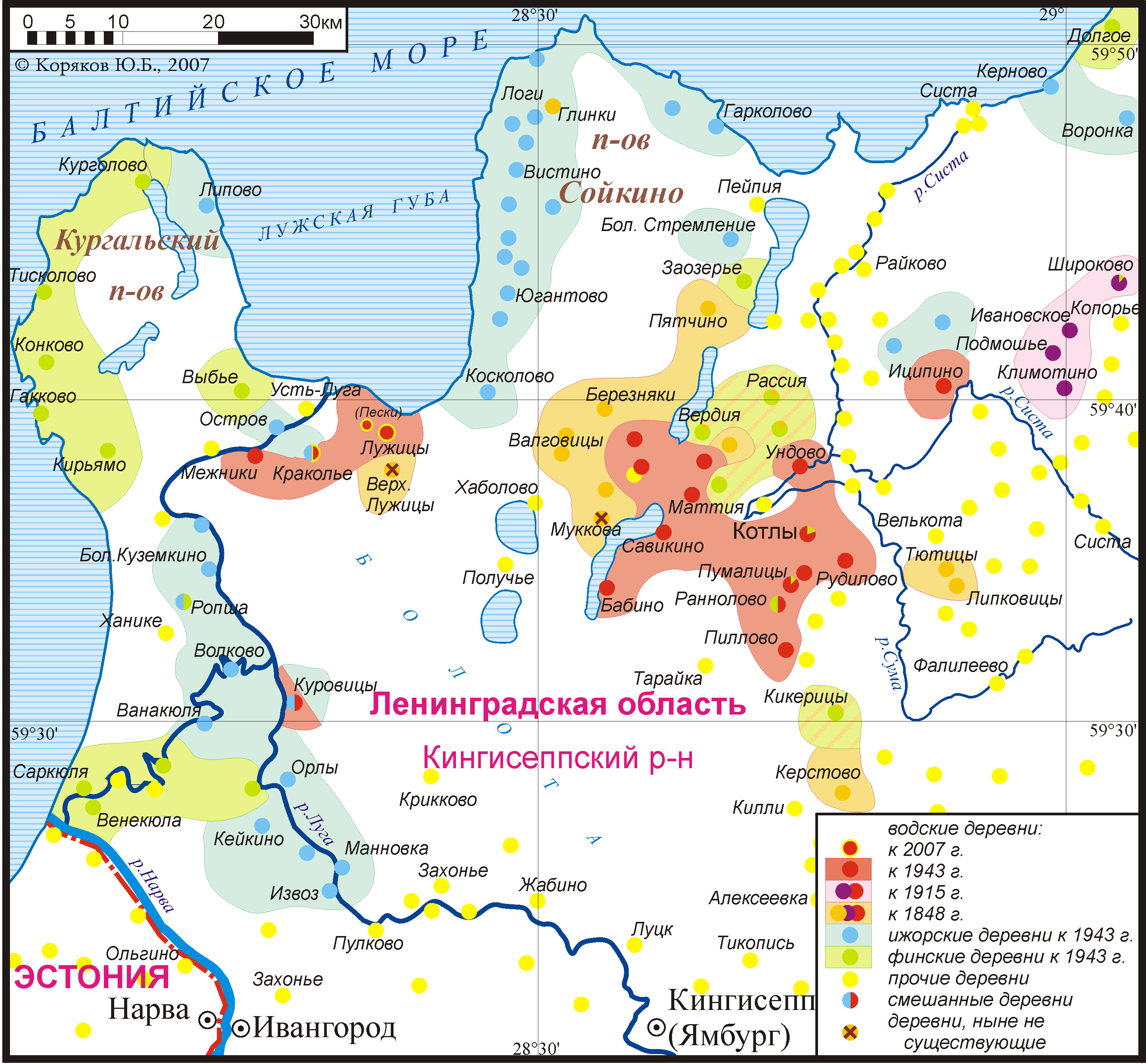
Этнографическая карта поселений води, ижоры и финнов на западе Ленинградской области

Жителей и учёных-языковедов беспокоит, что строительство порта Усть-Луга может привести к сносу деревни Краколье, а деревня Лужицы окажется в промзоне. Уничтожение мест компактного проживания безусловно означает окончательную гибель водского языка и культуры (недоступная ссылка с 07-03-2016 [3418 дней]).
План развития порта предусматривает расселение жителей, чьи дома попадают в санитарно-защитную зону порта. В 2008 году директор Института языкознания РАН, член-корреспондент РАН, профессор Виктор Алексеевич Виноградов обратился (недоступная ссылка с 07-03-2016 [3418 дней]) в Министерство экономического развития и торговли России, а также в правительство Ленинградской области с просьбой не допустить сноса водских деревень и оградить малый народ от уничтожения.
В июне 2011 года директор по внешним связям ОАО «Компания Усть-Луга» Игорь Павловский заявил, что планов по развитию порта на юг, а уж тем более по сносу деревень Лужицы и Краколье никогда не было и не будет.